# Муојо (Салерно)
Муојо је насеље у Италији у округу Салерно, региону Кампанија.
Према процени из 2011. у насељу је живело 304 становника. Насеље се налази на надморској висини од 47 м.